# سه‌گاه
سه‌گاه یکی از دستگاه‌های موسیقی سنتی ایرانی است. این دستگاه احتمالاً از یکی از شعبه‌های موسیقی مقامی به همین نام ریشه می‌گیرد و از نظر درجات با مقام راست ارتباط دارد؛ چنان‌که با شروع از درجهٔ سوم مقام راست فواصل سه‌گاه به دست می‌آید و احتمالاً نام سه‌گاه نیز از همین نشئت می‌گیرد.
دستگاه سه‌گاه از نظر مد با آواز افشاری نیز شباهت دارد و برخی از ردیف‌دانان به جای آن که افشاری را از ملحقات دستگاه شور بدانند، آن را به سه‌گاه نزدیک می‌دانند. گوشه‌های مهم دستگاه سه‌گاه عبارتند از: درآمد، زنگ شتر، زابل، مویه، حصار، مخالف و مغلوب. گوشه‌هایی با نام مشابه در دستگاه چهارگاه نیز یافت می‌شوند و این دو دستگاه را «برادر» همدیگر نیز می‌نامند. شباهت این گوشه‌های دو دستگاه از نظر مد نیست؛ بلکه از نظر موقعیتشان در قیاس با درآمد دستگاه است. گوشه‌های مخالف و مغلوب اوج دستگاه سه‌گاه را تشکیل می‌دهند و از نظر مد به بیات اصفهان نزدیک هستند. گوشهٔ زابل در دستگاه راست‌پنج‌گاه و همایون نیز به کار گرفته می‌شود و امکان پرده‌گردانی به دستگاه شور را نیز فراهم می‌کند. در انتهای اجرای دستگاه سه‌گاه نیز یک رِنگ اجرا می‌شود که به آن رنگ دلگشا نام می‌دهند.
نام سه‌گاه در موسیقی عربی و ترکی نیز دیده می‌شود. در موسیقی عربی سه‌گاه (با املای «سکاه») یکی از ۹ جنس اصلی است و یکی از خانواده‌های اصلی مقام را نیز تشکیل می‌دهد. در موسیقی ترکی سه‌گاه یک مقام ترکیبی دانسته می‌شود و جزو مقام‌های اصلی برشمرده نمی‌شود.

## تاریخچه و نام

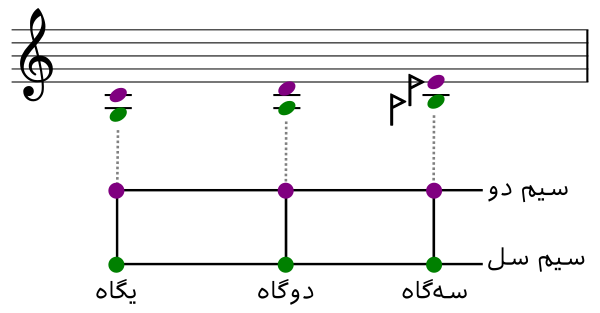
موقعیت درجات مقام راست روی ساز تنبور

پیش از تحول مقام به دستگاه، از سه‌گاه به عنوان یکی از زیرشعبه‌های موسیقی نام برده می‌شد. فرصت شیرازی سه‌گاه را یکی از دو شعبهٔ مقام حجاز دانسته‌است (نام شعبهٔ دیگر این مقام «حصار» بوده‌است که همینک یکی از گوشه‌های دستگاه سه‌گاه نیز همین نام را دارد). در موسیقی عربی و ترکی نیز نام سه‌گاه برای توصیف انواع مختلفی از ساختارهای موسیقی به کار می‌رود (ر.ک. § موسیقی عربی و § موسیقی ترکی).
پسوند گاه که در نام سه‌گاه و نیز در واژهٔ دستگاه به کار می‌رود، احتمالاً به موقعیت دست روی سازهای زهی نظیر تنبور اشاره داشته‌است. صفی‌الدین ارموی در رسالهٔ الأدوار چنین می‌نویسد که درجهٔ دوم پس از نت پایه که با فاصلهٔ «طنینی» (دوم بزرگ) از نت پایه قرار دارد، «دوگاه» نام دارد و درجهٔ بعدی که با فاصلهٔ «مجنب» (دوم خنثی، حدود سه چهارم پرده) پس از آن می‌آید، «سه‌گاه» نام می‌گیرد. در حقیقت، کوک سازها به شکلی که توسط ارموی تعریف شده، بر مقام راست منطبق است و سه‌گاه بر درجۀ سوم این مقام منطبق است. در موسیقی عربی هنوز هم نحوهٔ نامگذاری محل قرار دادن انگشت روی ساز به شکلی است که درجهٔ نخست (سیم آزاد) را یکاه (یک‌گاه) می‌نامند و درجهٔ سوم را سکاه (معرب سه‌گاه) نام می‌دهند.

درجات مقام راست بر اساس رسالهٔ شرفیهٔ صفی‌الدین ارموی

## ساختار
چنان‌که پیشتر ذکر شد، درجات دانگ نخستِ سه‌گاه با درجات سوم به بعد مقام راست موسیقی قدیم ایران مطابقت دارند. نت شاهد و نت ایست سه‌گاه همان درجهٔ سوم مقام راست قدیم است؛ بنابراین، در ساز سه‌تار یا تار که سیم اولشان معمولاً روی نت دو کوک می‌شود، نت شاهد و ایست سه‌گاه روی می کرن قرار می‌گیرد. این نت تبدیل به نت پایهٔ دستگاه می‌شود تا «سه‌گاه می کرن» به دست آید. به‌طور مشابه، در ساز ویولن که سیم دومش معمولاً روی نت لا کوک می‌شود، نت شاهد و ایست سه گاه روی دو سری قرار دارد و «سه‌گاه دو سری» از این نت نواخته می‌شود. نت آغاز سه‌گاه نیز همان نت ایست و نت شاهدش است. ملودی در دستگاه سه‌گاه اگرچه از درجهٔ دوم این دستگاه استفاده می‌کند اما تنها از آن گذر می‌کند تا به درجهٔ سوم برسد که پس از نت شاهد، مهم‌ترین نت در مدار اصلی سه‌گاه است. درجهٔ سومِ زیر نت پایهٔ سه‌گاه (که مطابق با نت پایهٔ مقام راست مربوط است) در فرود سه‌گاه مورد توجه قرار می‌گیرد اما درجهٔ دوم زیر نت پایه (که درجهٔ دوم مقام راست نیز هست) کلاً نادیده گرفته می‌شود. درجهٔ پنجم و ششم سه‌گاه نیز در مدار اصلی آن به کار گرفته نمی‌شوند. درجهٔ سوم زیر نت پایهٔ سه‌گاه و شاهد سه‌گاه، چنان رابطهٔ تنگاتنگی در معرفی درآمد این دستگاه دارند که برونو نتل معتقد است که به جای انتخاب یکی از آن‌ها به عنوان نت پایهٔ دستگاه، می‌توان هر دو را با هم یک «هستهٔ پایه» برای دستگاه سه‌گاه در نظر گرفت.
مقام راست در یک قسمت دیگر ردیف موسیقی ایرانی نیز نمود پیدا می‌کند: آواز افشاری از نظر فواصل با این مقام ارتباط نزدیکی دارد. به لحاظ مد می‌توان افشاری و سه‌گاه را یکسان دانست اما در ردیف، این دو از هم مستقل هستند و افشاری از متعلقات دستگاه شور دانسته می‌شود. تفاوت ساختاری این دو (مثل این که نت ایست افشاری بر درجهٔ دوم مقام راست منطبق است و در سه‌گاه نت ایست بر درجهٔ سوم مقام راست مطابقت دارد) باعث می‌شود که در عمل هرگز با هم اشتباه نشوند. دیگر تفاوت این دو با هم آن است که درجهٔ ششم افشاری نت متغیر است اما درجهٔ منطبق بر آن در سه‌گاه (درجهٔ چهارم) نت متغیر نیست. با این حال، در هر دوی آن‌ها بر نتی که درجهٔ پنجم افشاری است (و بر درجهٔ سوم سه‌گاه منطبق است) توجه بیشتری می‌شود. در اثر همین شباهت‌ها برخی افشاری را بیشتر از آنکه به شور مرتبط بدانند، به سه‌گاه نزدیک می‌دانند که به گفته هرمز فرهت، علینقی وزیری و روح‌الله خالقی از جمله کسانی بودند که بر این اعتقاد بودند.

## تحلیل ردیف

مقایسهٔ دانگ اول سه‌گاه با درجات همایون

مهم‌ترین گوشه‌های سه‌گاه عبارتند از درآمد، زنگ شتر، زابل، مویه، حصار، مخالف و مغلوب. نکتهٔ قابل توجه در مورد این گوشه‌ها آن است که برای هرکدامشان گوشه‌ای همنام در دستگاه چهارگاه نیز یافت می‌شود؛ این در حالی است که مد این دو دستگاه با هم کاملاً متفاوت است و شباهت این گوشه‌ها صرفاً از نظر موقعیت درجاتشان است (مثلاً گوشهٔ زابل در هر دو دستگاه روی درجهٔ سوم دستگاه متمرکز است و گوشهٔ حصار باعث تغییر به دستگاه هم‌نامی می‌شود که روی درجهٔ پنجم دستگاه اصلی ساخته شده‌است. از همین رو، دستگاه‌های سه‌گاه و چهارگاه گاهی «دستگاه‌های برادر» نیز نامیده می‌شوند.

### ارتباط با دیگر دستگاه‌ها
مهم‌ترین گوشه‌هایی که زمینهٔ پرده‌گردانی را در سه‌گاه فراهم می‌کنند، گوشه‌های حصار و مخالف هستند. گوشه‌های مخالف و مغلوب زمینهٔ پرده‌گردانی به مایه‌ای نزدیک به بیات اصفهان را فراهم می‌کنند. از همین رو، مخالف را گاهی «اصفهان قدیم» نیز می‌نامند. گوشهٔ زابل در دستگاه راست‌پنج‌گاه و همایون نیز به کار گرفته می‌شود و امکان پرده‌گردانی به دستگاه شور را نیز فراهم می‌کند (مثلاً از سه‌گاه می کرن به شور سل). همچنین، گوشهٔ گَوِشت در دستگاه نوا از نظر مد به دستگاه سه‌گاه و آواز افشاری نزدیک است.

### فهرست گوشه‌ها
منابع مختلف گوشه‌های زیر را برای دستگاه سه‌گاه برشمرده‌اند:
- درآمد
- کرشمه
- پیش‌زنگوله
- زنگوله
- زنگ شتر
- زابل
- بسته‌نگار
- مویه
- حصار
- مخالف
- حاجی حسنی
- مغلوب
- حزین
- مثنوی مخالف
- حُدی
- پهلوی
- رهاب
- مسیحی
- شاه ختائی
- تخت طاقدیس
- رِنگ دلگشا

درآمد
گسترهٔ صوتی درآمد سه‌گاه از نت پایهٔ آن تا درجهٔ چهارمش است.
زنگ شتر
آهنگ این گوشه، یادآور حرکت شتری است که زنگوله‌ای به گردن دارد. وجه مشخصهٔ این گوشه از نظر ضرب‌آهنگ، الگویی است متشکل از یک نت کوتاه که به یک نت ممتد جهش می‌کند (این جهش از نت بم به نت زیر رخ می‌دهد) و این الگو بارها پشت سر هم تکرار می‌شود و در آن نت اول ثابت می‌ماند اما نت دوم تغییر می‌کند. از نظر فضای صوتی، این گوشه در همان مایهٔ درآمد سه‌گاه اجرا می‌شود.
در چهارگاه نیز این گوشه در مایهٔ درآمد چهارگاه اجرا می‌شود و وجه مشخصهٔ اصلی‌اش همان ضرب‌آهنگ مخصوص آن است. اجرای گوشهٔ زنگ شتر درسه‌گاه متداول‌تر است تا در چهارگاه.
پیش‌زنگوله و زنگوله
بین ردیف‌دانان در مورد مفهوم و طبقه‌بندی گوشهٔ زنگوله توافق نیست. فرهاد فخرالدینی گوشهٔ زنگوله را هم در دستگاه ماهور، هم در سه‌گاه، هم در چهارگاه، هم در نوا و هم در راست‌پنج‌گاه طبقه‌بندی می‌کند و معتقد است که این گوشه اساساً بابت داشتن الگوی ریتمیک سه چهارم (3
4) شناخته می‌شود. فخرالدینی برای توصیف گوشه‌های دیگری که ضرب‌آهنگ 3
4 دارند نیز، از لفظ «دارای ریتم زنگوله» استفاده کرده‌است. در مقابل، داریوش طلایی زنگوله را در آواز بیات ترک و راست‌پنج‌گاه طبقه‌بندی می‌کند و اشاره‌ای به ضرب‌آهنگ خاصی برای آن نمی‌کند.
در دستگاه سه‌گاه و چهارگاه گوشهٔ دیگری به نام پیش‌زنگوله هم تعریف می‌شود که معمولاً قبل از زنگوله اجرا می‌شود و بابت الگوی ریتمیک دو چهارم (با نماد) شناخته می‌شود.
زابل
در گوشهٔ زابل درجهٔ سوم سه‌گاه که تا پیش از این هم مورد توجه بود، تبدیل به نت شاهد می‌شود و ملودی حول آن گردش می‌کند. در مقابل، نقش نت پایهٔ سه‌گاه نسبت به گوشه‌های قبلی کمرنگ‌تر می‌شود؛ اگرچه، گسترهٔ صوتی گوشه کماکان در همان درجات اول تا چهارم دستگاه باقی می‌ماند.
مویه
تمرکز این گوشه بر فاصلهٔ درجات سوم تا پنجم دستگاه است. درجهٔ پنجم که تا پیش از این مورد توجه نبود، در گوشهٔ مویه اهمیت بسیاری پیدا می‌کند. در مقابل، نت پایهٔ سه‌گاه در این گوشه به کار گرفته نمی‌شود و فقط در پایان اجرای گوشه و حین فرود به مدار اصلی دستگاه به کار گرفته می‌شود. در مویه درجهٔ چهارم سه‌گاه هم اهمیت بسیاری پیدا می‌کند و خاتمه و ایست مویه هم در شاهد زابل صورت می‌گیرد.
حصار
در گوشهٔ حصار، ملودی به کلید جدیدی منتقل می‌شود. در این گوشه درجهٔ پنجم سه‌گاه تبدیل به نت مبنا می‌شود و برای آنکه سه‌گاه جدیدی بر پایهٔ این نت ساخته بشود، این نت ربع پرده بالاتر برده می‌شود (مثلاً، در سه گاه می کرن، درجهٔ پنجم برابر سی بمل است و در گوشهٔ حصار این نت تبدیل به سی کرن می‌شود تا سه‌گاه سی کرن ایجاد شود). درجهٔ سوم سه‌گاه نت آغاز این گوشه و درجهٔ پنجمِ تغییریافته، نت شاهد آن است. یکی از وجوه تمایز این سه‌گاه جدید با درآمد سه‌گاه در آن است که نت زیرپایه (درجهٔ دوم زیر نت پایهٔ سه‌گاه) در درآمد کاربرد چندانی ندارد اما نتی که برای این سه‌گاهِ جدید نقش زیرپایه را ایفا می‌کند (یعنی درجهٔ چهارم سه‌گاه) در حصار به کار گرفته می‌شود.
مخالف
در این گوشه (و نیز در گوشهٔ مغلوب) یک بار دیگر پرده‌گردانی رخ می‌دهد و مد این دو گوشه از مد سه‌گاه دورتر می‌شود؛ چنان‌که گوشهٔ مخالف از نظر مد به بیات اصفهان نزدیک است اما تغییری که در مقایسهٔ با گوشهٔ حصار باید ایجاد شود تا به گوشهٔ مخالف برسیم، بسیار کوچک است: درجهٔ چهارم سه‌گاه ربع پرده پایین آورده می‌شود. مثلاً، در سه‌گاه می کرن، برای رسیدن به حصار، نت سی بمل به سی کرن تغییر می‌یابد و بعد برای رسیدن به گوشهٔ مخالف نت لا به لا کرن تغییر داده می‌شود. در گوشهٔ مخالف نت شاهد بر درجهٔ ششم سه‌گاه واقع است و درجهٔ دوم سه‌گاه نقش نت ایست را ایفا می‌کند. شاهد مخالف درجهٔ هشتم مقام راست است که با شاهد سه‌گاه فاصلهٔ ششم نیم بزرگ دارد.
گوشهٔ مخالف گاه به تنهایی و خارج از اجرای کلِ دستگاه سه‌گاه نیز اجرا می‌شود (ر.ک. § نمونه‌ها). همین ویژگی باعث می‌شود که برونو نتل این گوشه را در حال استقلال یافتن از دستگاه سه‌گاه و تبدیل شدن به یک دستگاه جدید توصیف کند.
مغلوب
گوشهٔ مغلوب اوج دستگاه سه‌گاه را تشکیل می‌دهد. این گوشه همیشه پس از مخالف اجرا می‌شود. از نظر موقعیت درجات، این دو گوشه با هم فرقی ندارند اما در مغلوب، گسترهٔ صوتی به سمت درجات بالاتر سوق می‌یابد؛ لذا می‌توان گفت که گوشهٔ مغلوب مسیر گوشهٔ مخالف را به سمت اوج دستگاه گسترش می‌دهد. این ویژگی در مورد گوشهٔ مغلوب در دستگاه چهارگاه نیز برقرار است.
نت شاهد، آغاز و ایست در اینجا درجهٔ ششم سه‌گاه است و درست مانند گوشهٔ مخالف، این گوشه نیز به بیات اصفهان نزدیک است. گوشهٔ مغلوب معمولاً آخرین گوشه در اجرای دستگاه سه‌گاه است و اجرای آن همیشه با فرود به درآمد سه‌گاه همراه است (که یعنی تمام درجه‌هایی که در گوشه‌های قبلی تغییر یافته بودند به جای خود بازمی‌گردند). فرود از مغلوب معمولاً با توقفی در گوشهٔ مویه همراه است. فرود از مغلوب به درآمد می‌تواند با استفاده از گوشهٔ حزین نیز اجرا گردد. در مقایسه با دستگاه چهارگاه، در اجرای دستگاه سه‌گاه زمان بیشتری صرف گوشهٔ مغلوب می‌شود و به گوشهٔ مخالف زمان کمتری اختصاص داده می‌شود.
رنگ دلگشا
اتمام اجرای دستگاه‌ها معمولاً با اجرای یک رِنگ همراه است که در خصوص سه‌گاه این رنگ با نام رنگ دلگشا شناخته می‌شود.

## احساس
روح‌الله خالقی در کتاب نظری به موسیقی می‌نویسد که آواز سه‌گاه آوازی بی‌نهایت غم‌انگیز و حزن‌آور است و آواز غم‌انگیز سه‌گاه را «یادگار مصیبت‌ها و آلام نیاکان» ایرانیان می‌داند. داریوش صفوت هم این دستگاه را برای القای احساس درد و رنجی که در نهایت به امید می‌انجامد مناسب می‌داند. اما شاهین فرهت سه‌گاه را بیشتر مجلسی می‌داند و معتقد است که در مقایسه با چهارگاه که مورد توجه همهٔ موسیقی‌دانان بوده، سه‌گاه «دنیایی‌تر» است و بیشتر نزد مردم کوچه و بازار مورد توجه بوده‌است.

## نمونه‌ها
آلبوم رسوای دل به خوانندگی محمدرضا شجریان در دستگاه سه‌گاه است. این آلبوم با پیش‌درآمد و چهارمضراب سه‌گاه آغاز می‌شود که داریوش پیرنیاکان آن را ساخته و نواخته‌است. از تصنیف‌های مشهوری که در این آلبوم اجرا شده، می‌توان به تصنیف «من از روز ازل» اشاره کرد که ساختهٔ مرتضی محجوبی است؛ بر شعری از رهی معیری. این تصنیف را اولین بار غلامحسین بنان اجرا کرده بود. شجریان همچنین در آلبوم انتظار دل که با همکاری گروه اساتید (به سرپرستی فرامرز پایور) منتشر شد، گوشه‌های مختلف دستگاه سه‌گاه را اجرا کرده‌است.
آلبوم شوق دوست ساختهٔ محمدجواد ضرابیان و به خوانندگی همایون شجریان نیز در همین دستگاه است. در تصنیف‌های این آلبوم پرده‌گردانی‌های فراوانی از طریق گوشه‌هایی مثل حصار به گوشهٔ عراق و دستگاه همایون انجام شده‌است. از آلبوم‌های محمدرضا لطفی نیز جانِ جان در سه‌گاه است و گریه بید و پرواز عشق در سه‌گاه و بیات اصفهان هستند.
تصنیف «رسوای زمانه» ساخته همایون خرم در گوشهٔ مخالف سه‌گاه است. شعر این تصنیف سرودهٔ بهادر یگانه است و اولین بار الهه آن را اجرا کرد. پس از آن، خواننده‌های بسیاری از جمله محمدرضا شجریان، مرضیه، هایده، مهستی، علیرضا افتخاری و علیرضا قربانی آن را اجرا کردند که اجرای قربانی در آلبومی به نام رسوای زمانه منتشر شد.
تصنیف «بازآمد» ساختهٔ جواد معروفی که اولین بار با صدای الهه اجرا شد نیز، در گوشهٔ مخالف سه‌گاه است.

## موسیقی عربی
در موسیقی عربی هر مقام متشکل از دو جنس است و ۹ جنس اصلی برشمرده می‌شوند که یکی از آن‌ها «سکاه» (معرب سه‌گاه) نام دارد. در موسیقی عربی یک گام پایه تعریف می‌شود که درجات آن بر مقام راست استوار است. جنس سکاه با شروع از درجهٔ سوم این گام پایه به دست می‌آید. برای مثال، پنج درجهٔ اول مقام راست بر پایهٔ نت دو عبارتند از: دو - ر - می نیم بمل - فا - سل؛ در این حالت سه درجهٔ اول مقام عبارتند از: می نیم بمل - فا - سل. جنس سکاه تنها جنسی است که فقط سه درجه دارد (بقیهٔ اجناس اصلی دارای چهار یا پنج درجه هستند).
بر پایهٔ همین اجناس، در موسیقی عربی مقام‌ها نیز در نه خانوادهٔ اصلی تقسیم‌بندی می‌شوند که یکی از آن‌ها باز سکاه نام دارد و شامل این مقام‌های فرعی است: سکاه (سکاه ترکی)، هُزام (سکاه عربی)، عراق، سکاه غریب، مُستعار، راحت‌الارواح، سکاه بلدی، بسته نِکار (بسته‌نگار)، بسته اصفهان، اوج، مایه.

## موسیقی ترکی
در موسیقی ترکی سه‌گاه یکی از «مقام‌های ترکیبی» شناخته می‌شود. مانند موسیقی عربی، در تحلیل نظری موسیقی ترکی نیز هر مقام متشکل از دو جنس است که هر جنس چهار یا پنج نت (درجه) دارد. عموماً، نت محل اتصال این دو جنس «نت قوی» دانسته می‌شود. با این حال، برخی مقام‌ها نت قوی‌شان روی درجهٔ سوم مقام شناخته می‌شود و از همین رو برخی نظریه‌پردازان به اجناسی که متشکل از تنها سه نت باشند نیز قائل هستند، اگرچه کماکان مقام‌های مربوط به آن‌ها را با کمک جنس‌های چهار و پنج‌نتی توصیف می‌کنند. سه‌گاه نمونه‌ای از مقام‌هایی است که نت قوی‌شان در درجهٔ سوم قرار دارند. مقام‌های ترکیبی در موسیقی ترکی جزو ۱۳ مقام اصلی طبقه‌بندی نمی‌شوند. مقام‌های فرعی دیگری که زیرمجموعهٔ مقام سه‌گاه در موسیقی ترکی دانسته شده‌اند، عبارتند از: سه گاه-مایه و هفت‌گاه، حزام، عراق، اویج، فرحناک، مستعار، بسته‌نگار و راحت الارواح.
همچنین، در موسیقی ترکی برای نت‌ها هم نام‌هایی استفاده می‌شود که یکی از آن‌ها سه‌گاه نام می‌گیرد. نتی که حاصل زخمه زدن به سیم آزاد تنبور است، یگاه (یک‌گاه) نام دارد و در نت‌نویسی با A (معادل نت لا) نمایش داده می‌شود. نام سه‌گاه در این نظام برای نت فا دیز (F#‎) به کار می‌رود که یک ششم بزرگ بالاتر از نت یگاه است.

## یادداشت
1. ↑  برای توضیح بیشتر راجع مفهوم طنینی و مجنب مقالهٔ ریزپرده را ببینید.
2. ↑  güçlü
3. ↑  eviç